# Manduca brasiliensis
Manduca brasiliensis (лат.) — вид бабочек из семейства бражников (Sphingidae), обитающих в Южной Америке.

## Описание
Вид похож на родственный вид Manduca scutata. Отличается ме́ньшим размером, бока груди, передней части головы и передних крыльев — более сероватые, чёрные пятна на брюшке — мельче, чёрные дистальные разводы на верхней части передних крыльев — короче. Наконец, на верхней части задних крыльев чёрная медианная полоса — шире, а чёрные линии на нижней части задних крыльев — более контрастные, чем у Manduca scutata.

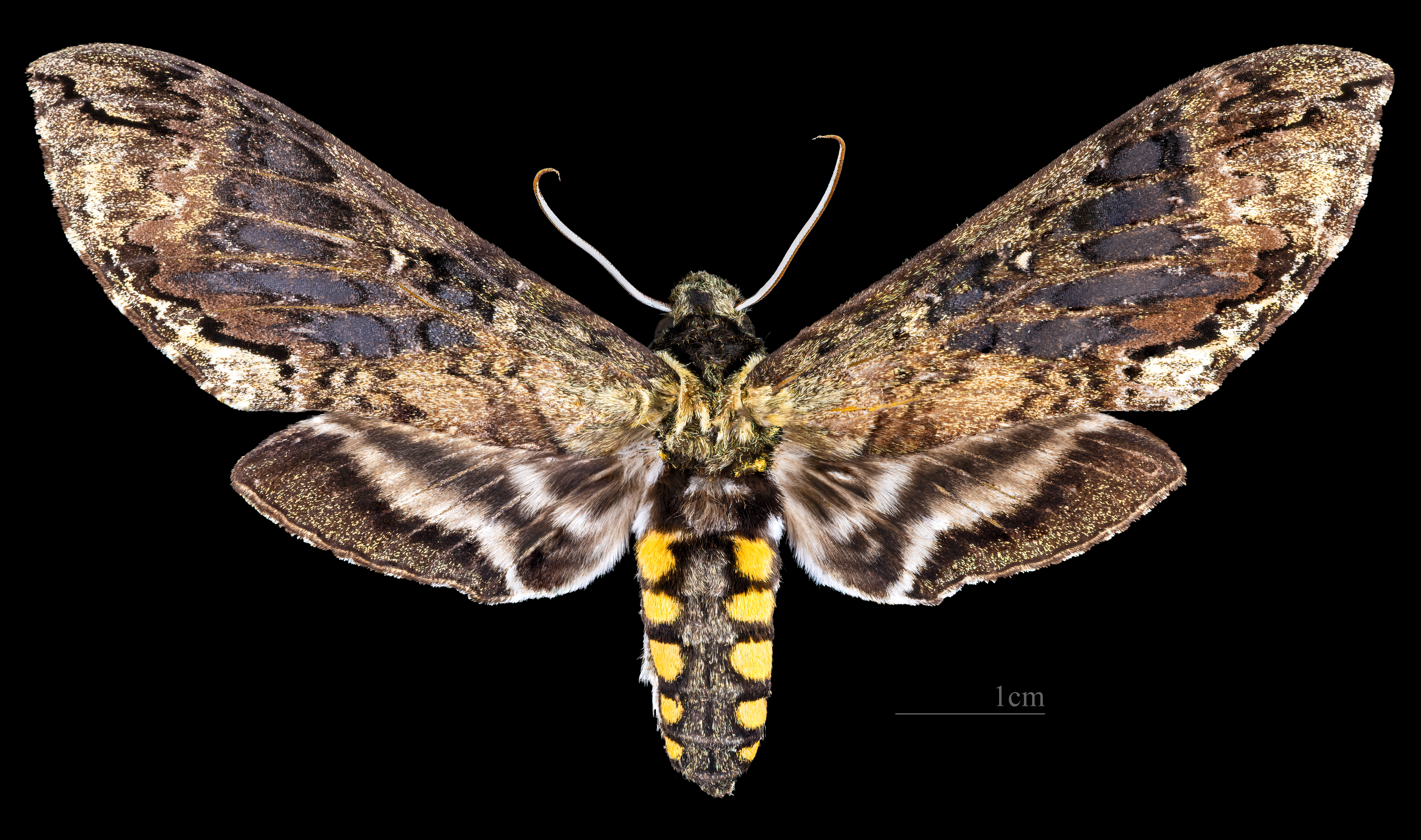
Manduca brasiliensis ♀
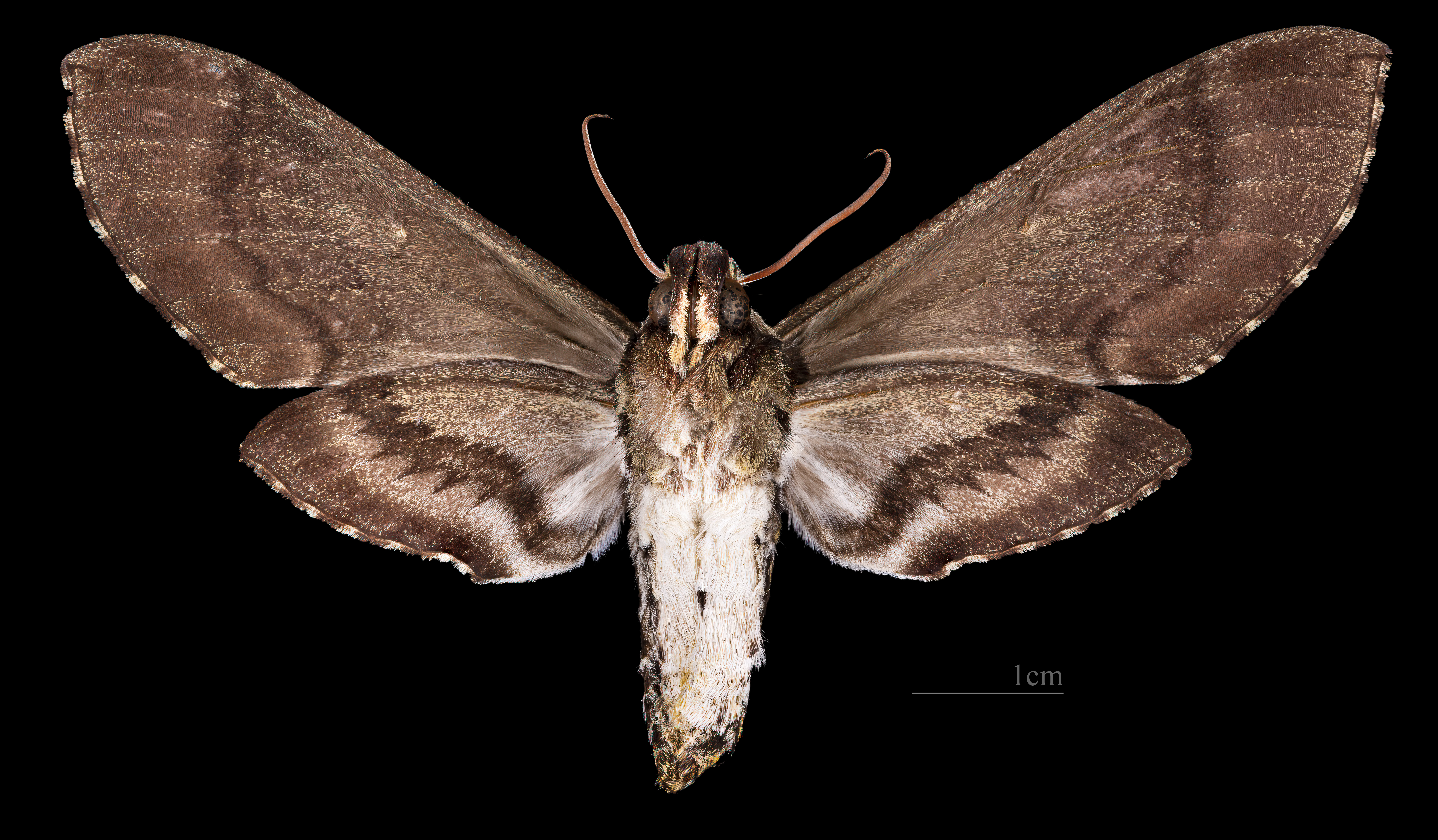
Manduca brasiliensis  ♀ △

## Ареал
Встречается в Бразилии, Аргентине и Парагвае.

## История изучения
Вид был впервые описан немецким и английским энтомологом Карлом Йорданом в 1911 году и назван Protoparce scutata brasiliensi. В 1964 году таксон был переведён в род Manduca и классифицирован как отдельный вид Manduca brasiliensis. В 1987 году был классифицирован как синоним Manduca scutata. В 1993 году вновь возведён в ранг вида и подтверждён в 1996 году как отдельный вид.

## Синонимы
- Protoparce scutata brasiliensi Jordan, 1911 Базионим.